# Kościół Najświętszego Zbawiciela w Turzu
Kościół Najświętszego Zbawiciela w Turzu – katolicki kościół filialny zlokalizowany we wsi Turze w gminie Pyrzyce, w powiecie pyrzyckim (województwo zachodniopomorskie). Należy do parafii Wniebowzięcia Najświętszej Maryi Panny w Ryszewku.

## Historia i architektura
Kościół został wzniesiony pod koniec XV wieku w stylu gotyckim, jako budulca użyto częściowo obrobiony kamień polny. Budowla sytuowana jest na planie prostokąta. Nawę nakrywa dwuspadowy dach z dachówki. Szczyt wschodni zdobiony jest ostrołukowymi, uskokowymi blendami. Na przełomie XVIII i XIX wieku kościół został przebudowany. W trakcie przebudowy zamurowane zostały oryginalne, gotyckie okna, na miejscu których wymurowano z cegły nowe – po trzy w elewacjach bocznych i dwa w ścianie wschodniej. W tym okresie od strony zachodniej dostawiona została także neoromańska, pięciokondygnacyjna wieża, kryta ostrosłupowym blaszanym dachem. W przyziemiu wieży znajduje się trójuskokowy, pełnołukowy portal wejściowy, w jej wyższych partiach umieszczone są natomiast okna tryforyjne.
Wnętrze kościoła nakrywa drewniany, odeskowany strop. Zachowały się XIX-wieczne ławki oraz wsparta na filarach empora chórowa. W ścianie prezbiterium, w miejscu dawnego ołtarza, umieszczony jest zabytkowy, przemalowany obraz przedstawiający Ukrzyżowanie Jezusa Chrystusa.
Po II wojnie światowej kościół został konsekrowany jako świątynia katolicka w 1953 roku.
Wokół kościoła znajduje się teren dawnego cmentarza, otoczony kamiennym murem z ceglanymi filarami bramnymi.